# Leslie Caron
Leslie Claire Margaret Caron (Fransk udtale: [lɛsli kaʁɔ̃]) (født 1. juli 1931) er en fransk-amerikansk skuespiller og danser.
Hun fik sit store gennembrud Vincente Minnellis film En amerikaner i Paris i 1951. Det var Gene Kelly, der "opdagede" hende, da hun dansede ballet på Roland Petits Ballet de Champs-Elysees i Paris. Hendes succes fortsatte med film som Lili (1953), Papa Langben (1955) og Gigi (1958). I de senere år har hun medvirket i Lasse Hallströms Chocolat (2000).
Hun er blevet gift fire gange, herunder 1956-1965 med instruktør Peter Hall, som hun skiltes fra efter en kærlighedsaffære med Warren Beatty.